# Technomyrmex jocosus
Technomyrmex jocosus är en myrart som beskrevs av Auguste-Henri Forel 1910. Technomyrmex jocosus ingår i släktet Technomyrmex och familjen myror. Inga underarter finns listade i Catalogue of Life.

## Bildgalleri

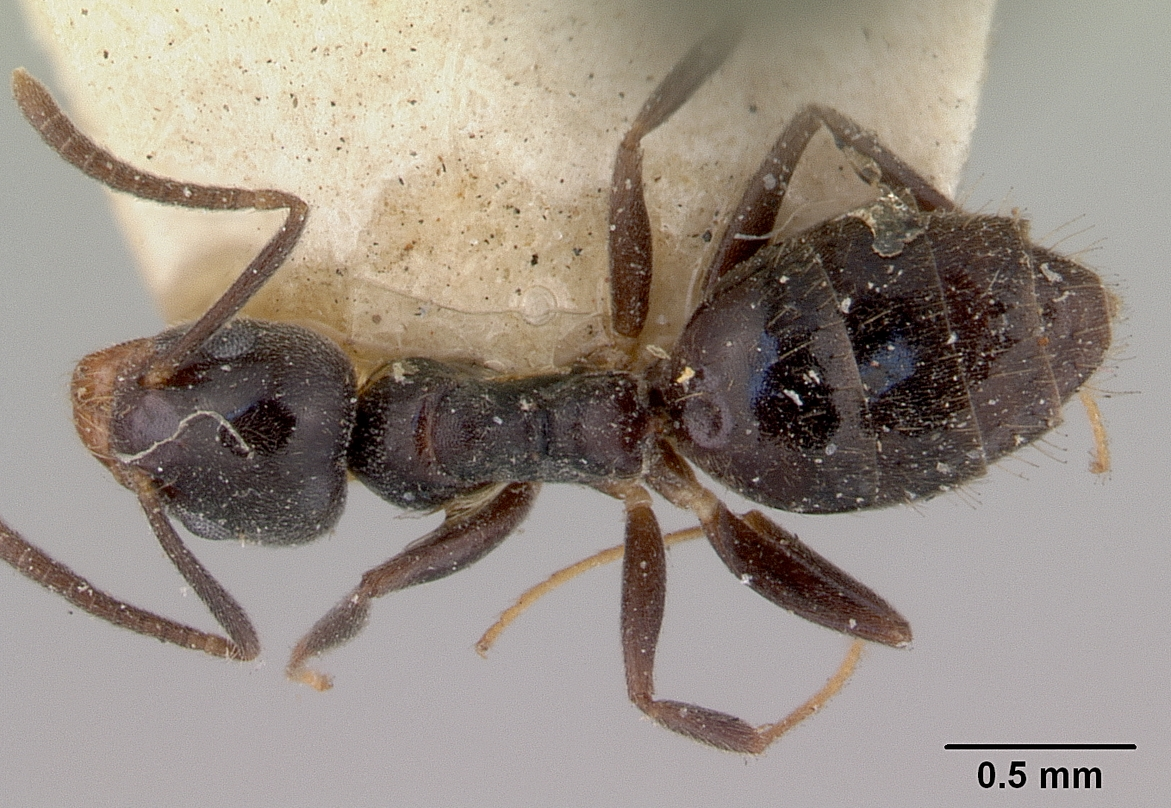
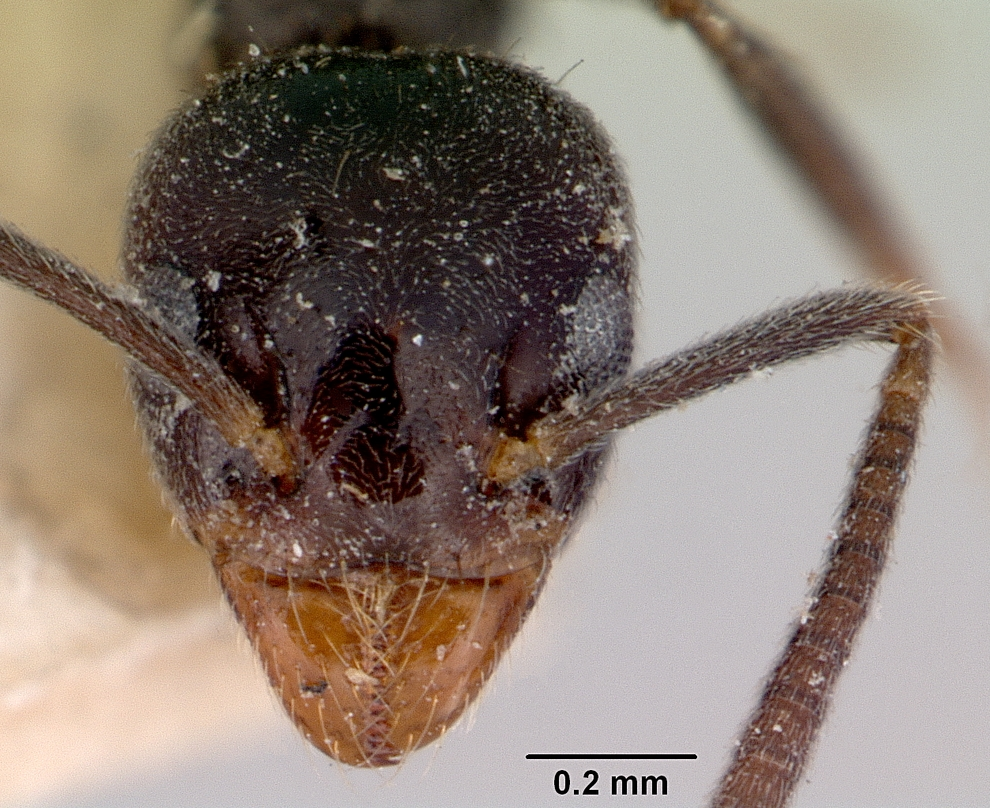
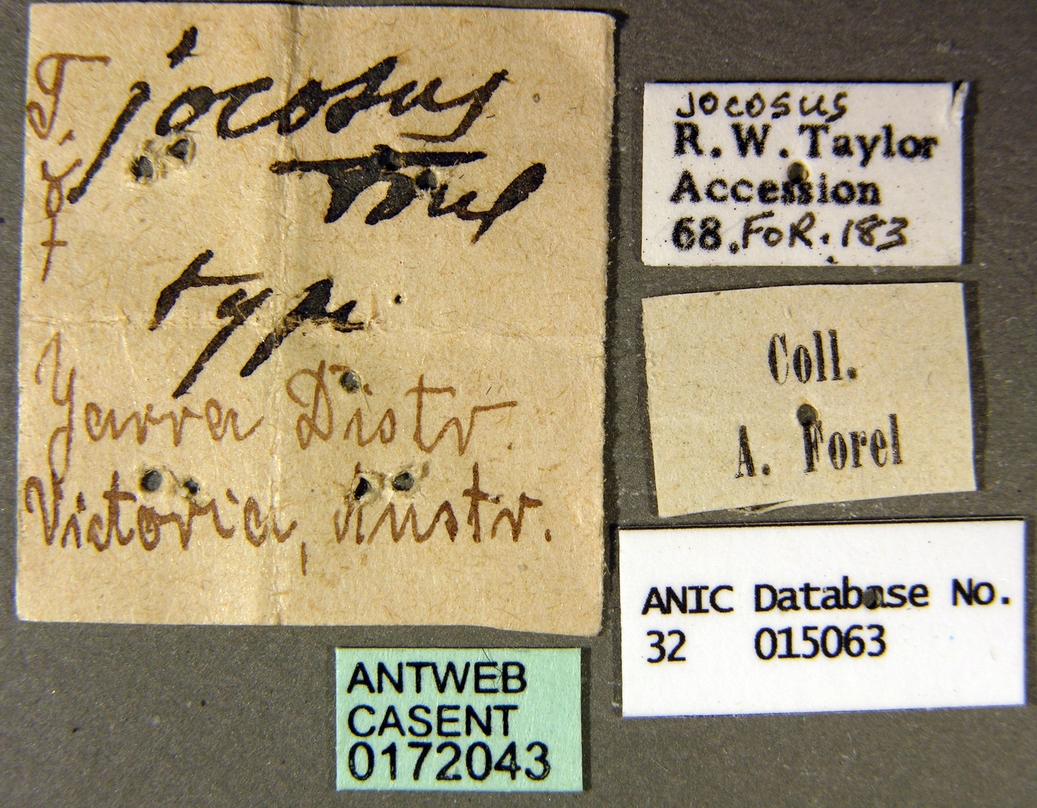
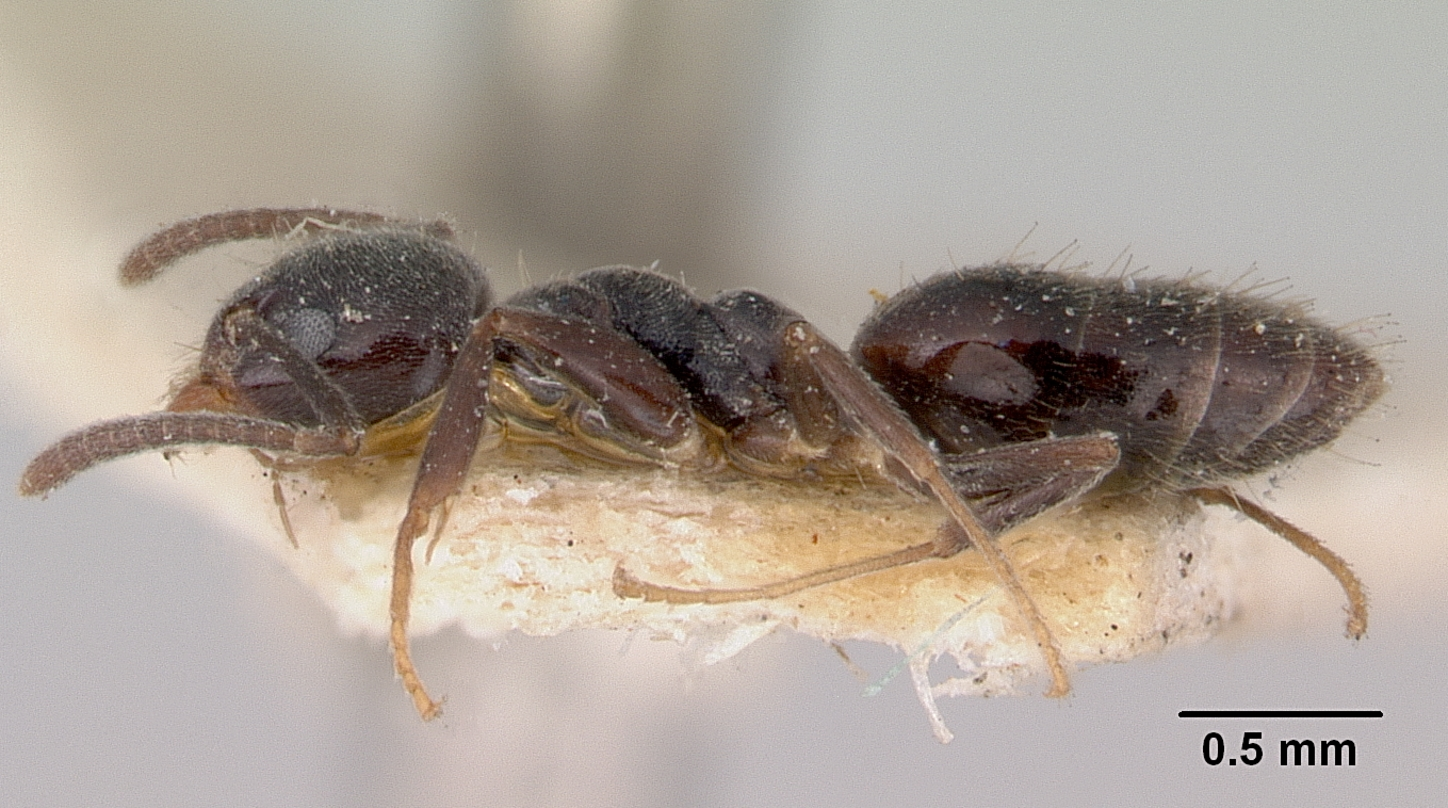
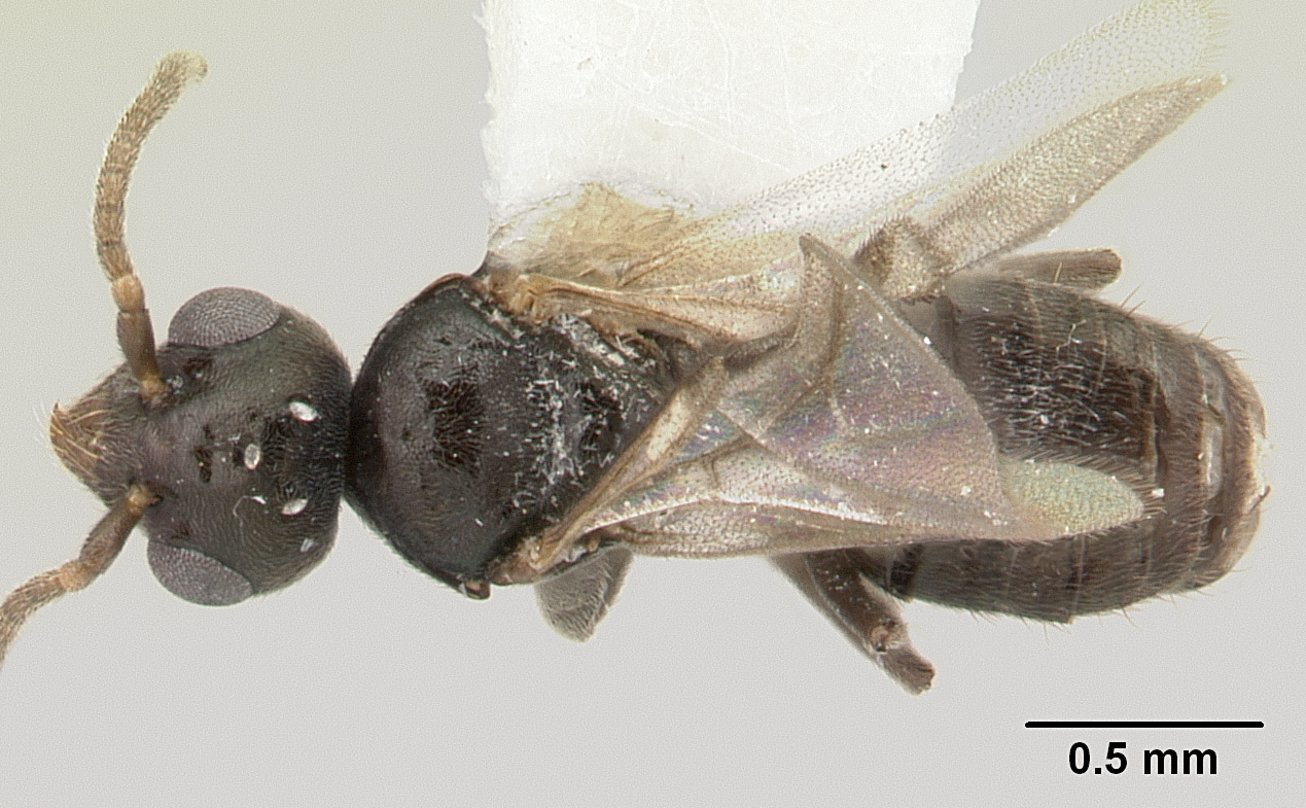
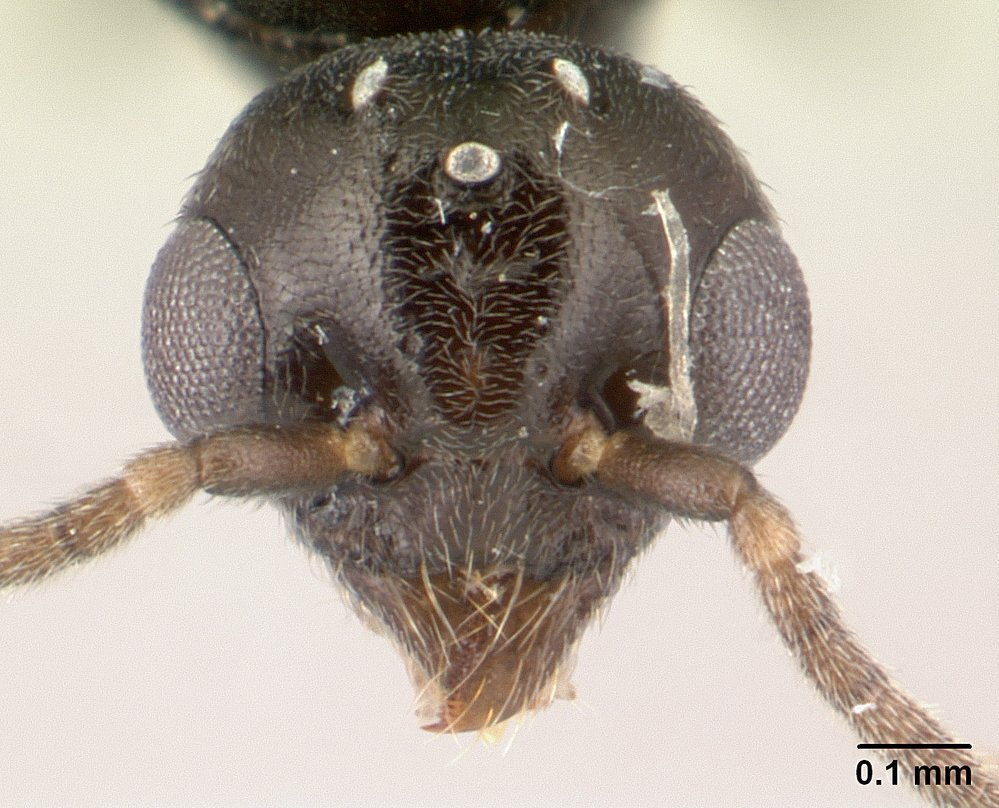